# Arthur Baker
Arthur Baker (Boston, 22 aprile 1955) è un produttore discografico e disc jockey statunitense considerato un pioniere dell'electro, del freestyle e del primo hip hop.

## Biografia
Dopo aver lavorato come DJ a Boston, Baker si trasferì nel 1979 a New York, ove entrò in contatto con la nascente scena hip hop e venne scritturato dalla Salsoul. Dopo essere ritornato temporaneamente a Boston, ove produsse alcuni singoli di altri artisti, Baker iniziò una fortunata collaborazione con artisti hip hop come Afrika Bambaataa e Planet Patrol. Nel 1983 produsse Confusion dei New Order, che divenne un classico delle discoteche. È anche celebre per aver firmato remix per vari artisti come Jill Jones (Mia Bocca, 1987), i Pet Shop Boys (In the Night, 1986, storica sigla del programma televisivo The Clothes Show) e Tina Turner (Whatever You Want (The Massive Jungle Mix), 1996).

## Discografia
| Anno | Brano                                                                             | Album                                  |
| ---- | --------------------------------------------------------------------------------- | -------------------------------------- |
| 1984 | Breaker's Revenge                                                                 | Beat Street OST                        |
| 1984 | Who You Stealin' From (by Guru) (solo USA)                                        | -                                      |
| 1986 | (I Want to Go To) Chicago" (by R.T. & the Rockmen Unlimited)                      | -                                      |
| 1986 | Jummp-Back                                                                        | Don't Push Your Luck                   |
| 1986 | Ain't Gonna Pay One Red Cent                                                      | Don't Push Your Luck                   |
| 1986 | Turn Me Loose                                                                     | Don't Push Your Luck                   |
| 1987 | Private Party                                                                     | Don't Push Your Luck                   |
| 1987 | Tighten Up (I Just Can't Stop Dancin')                                            | Don't Push Your Luck                   |
| 1987 | Put the Needle to the Record                                                      | Locked Up                              |
| 1987 | The Opera House (by Jack E Makossa)                                               |                                        |
| 1988 | Sworn to Fun (solo USA)                                                           | Don't Push Your Luck                   |
| 1988 | Thieves (solo UK)                                                                 | Don't Push Your Luck                   |
| 1989 | When the Funk Hits the Fan                                                        | Locked Up                              |
| 1989 | It's Your Time (feat. Shirley Lewis)                                              | Merge                                  |
| 1989 | Talk It Over (feat. John Warren)                                                  | Merge                                  |
| 1989 | The Message Is Love (feat. Al Green)                                              | Merge                                  |
| 1990 | Last Thing on My Mind (feat. John Warren)                                         | Merge                                  |
| 1990 | House Time, Anytime (solo USA)                                                    | Locked Up                              |
| 1990 | Everybody (Rap) (feat. Wendell Williams) (solo UK)                                | The Best of Criminal Element Orchestra |
| 1990 | Could It Be I'm Falling in Love (with Tkeylow) (solo US)                          | The Best of Criminal Element Orchestra |
| 1990 | Last Thing on My Mind (feat. John Warren)                                         | Merge                                  |
| 1991 | What Is the Criminal Element? (La Da Dee La Da Daa)" (feat. Princessa) (solo USA) | The Best of Criminal Element Orchestra |
| 1991 | Let there be love                                                                 | Give In to the Rhythm                  |
| 1991 | Leave the Guns at Home (feat. Al Green)                                           | Give In to the Rhythm                  |
| 1991 | Kiss the Ground (You Walk On) (feat. Adele Bertei)                                | Give In to the Rhythm                  |
| 1991 | Over & Over (by Pleasure Pump)                                                    |                                        |
| 1991 | Why Can't We See (by Blind Truth feat. Táta Vega & Toney Lee)                     |                                        |
| 1992 | ABC/OPP (feat. Tim Bryant) (solo USA)                                             | The Best of Criminal Element Orchestra |
| 1992 | I O U (feat. Nikeeta)                                                             | Give In to the Rhythm                  |
| 1993 | Love Is the Key (by Blind Truth feat. Táta Vega)                                  |                                        |
| 1994 | Boombaata (by Blind Truth)                                                        | Testo della cella                      |
| 1996 | Go around (solo UK)                                                               |                                        |
| 1996 | It's So Hard (Angel Moraes con Blind Truth)                                       |                                        |
| 1996 | You're mine (Arthur Baker presenta Blow Out Express) (solo UK)                    |                                        |
| 1996 | Down the pub (Blowout Express presenta Norman & Christopher) (solo UK)            |                                        |
| 1997 | Blowout Expressions (Arthur Baker presenta Blowout Express) (solo UK)             |                                        |
| 1997 | Stop! Love Patrol (by Baker/Robie Project)                                        |                                        |
| 1998 | The Break '98                                                                     |                                        |
| 1999 | Breaker's Revenge '99 (solo UK)                                                   |                                        |
| 2002 | Hold Your Head Up (by Arthur Argent) (solo UK)                                    |                                        |
| 2003 | Real Fookin' Noise" (by Arthur Argent) (solo UK)                                  |                                        |
| 2003 | Return to New York (feat. Princess Superstar) (solo UK)                           |                                        |
| 2003 | 1000 Years (feat. Astrid Williamson) (solo USA)                                   |                                        |
| 2004 | This Feelin' (by AB/DC) (solo UK)                                                 |                                        |
| 2006 | Glow (feat. Tim Wheeler) (solo UK)                                                |                                        |
| 2009 | Tear Down the Walls (feat. Nona Hendryx & Ladonna) (solo UK)                      |                                        |